# Nesticella terrestris
Espèce
Synonymes
- Nesticus terrestris Yaginuma, 1970

Nesticella terrestris est une espèce d'araignées aranéomorphes de la famille des Nesticidae.

## Distribution
Cette espèce se rencontre au Japon et en Russie à Sakhaline et aux îles Kouriles.
Sa présence est incertaine en Corée du Sud.

## Description
La femelle holotype mesure 2,85 mm
Le mâle décrit par Ballarin et Eguchi en 2023 mesure 2,54 mm et la femelle 2,95 mm, les mâles mesurent de 2,01 à 2,54 mm et les femelles de 2,31 à 3,30 mm.

## Systématique et taxinomie
Cette espèce a été décrite sous le protonyme Nesticus terrestris par Yaginuma en 1970. Elle est placée en synonymie avec Nesticus brevipes par Yaginuma en 1972. Elle est relevée de synonymie dans le genre Nesticella par Ballarin et Eguchi en 2023.

## Publication originale
- Yaginuma, 1970 : « Two new species of small nesticid spiders of Japan. » Bulletin of the National Museum of Nature and Science, vol. 13, p. 385-394.